# Johnny Olszewski
John Anthony Olszewski Jr., detto Johnny e conosciuto anche con il soprannome di Johnny O (Baltimora, 10 settembre 1982), è un politico statunitense, membro della Camera dei Rappresentanti per lo stato del Maryland dal 2025.

## Biografia

### Formazione e primi anni
Primo dei tre figli di Sherry Lynn Crusse e John Anthony Olszewski Sr., un lobbista e membro del consiglio della contea di Baltimora dal 1998 al 2014, Johnny Olszewski crebbe a Dundalk.
Dopo il liceo, Olszewski frequentò il Goucher College, dove si è laureato in scienze politiche. Nel 2006 conseguì un master in gestione politica presso la George Washington University, per poi ottenere nel 2017 un dottorato di ricerca presso l'Università del Maryland - Contea di Baltimora.
Dal 1999 al 2000, Olszewski fu membro del Baltimore County Board of Education. Successivamente, venne eletto all'interno del Maryland Democratic State Central Committee, dove restò dal 2002 al 2006. Dopo il college, per cinque anni fu docente di scienze sociali e pedagogia speciale presso una scuola superiore, la Patapsco High School and Center for the Arts.

### Carriera politica

#### Camera dei delegati del Maryland

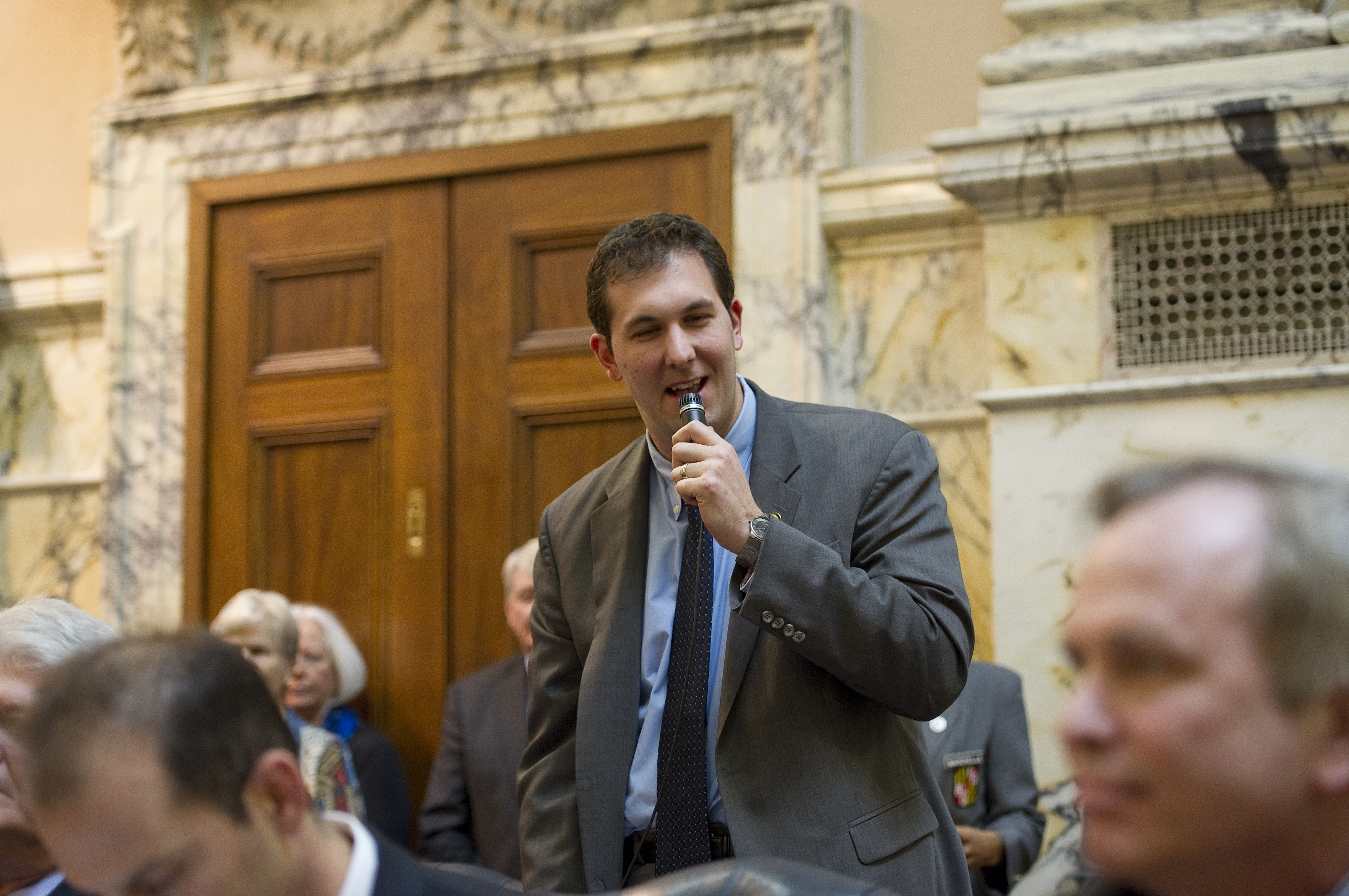
Olszewski alla Camera dei delegati del Maryland nel 2012

A giugno del 2006, Olszewski venne scelto dal comitato centrale del Partito Democratico per occupare il seggio della Camera dei delegati del Maryland rimasto vacante dopo le dimissioni di John S. Arnick. Il governatore del Maryland Robert Ehrlich nominò ufficialmente Olszewski per la carica il 10 giugno. Olszewski fu eletto per un mandato completo della durata di quattro anni nel 2006 e successivamente rieletto nel 2010.
Nell'assemblea, fu membro della commissione per le questioni ambientali, della commissione Ways and Means fino e della commissione per le questioni economiche. Nel 2012, partecipò come delegato alla Convention Nazionale Democratica, dove sostenne Barack Obama.
Nel luglio del 2013, Olszewski annunciò la sua candidatura per il Senato del Maryland, in seguito al ritiro dell'uscente Norman R. Stone Jr., che aveva occupato il seggio per oltre cinquant'anni. Olszewski affrontò una dura contestazione da parte dei repubblicani per aver votato a favore di una tassa molto contestata. Nelle elezioni generali, fu sfidato dal candidato repubblicano Johnny Ray Salling e dall'indipendente Scott Collier; al termine della competizione, venne sconfitto da Salling con un margine di 851 voti, pari al 2,8%.

#### County Executive

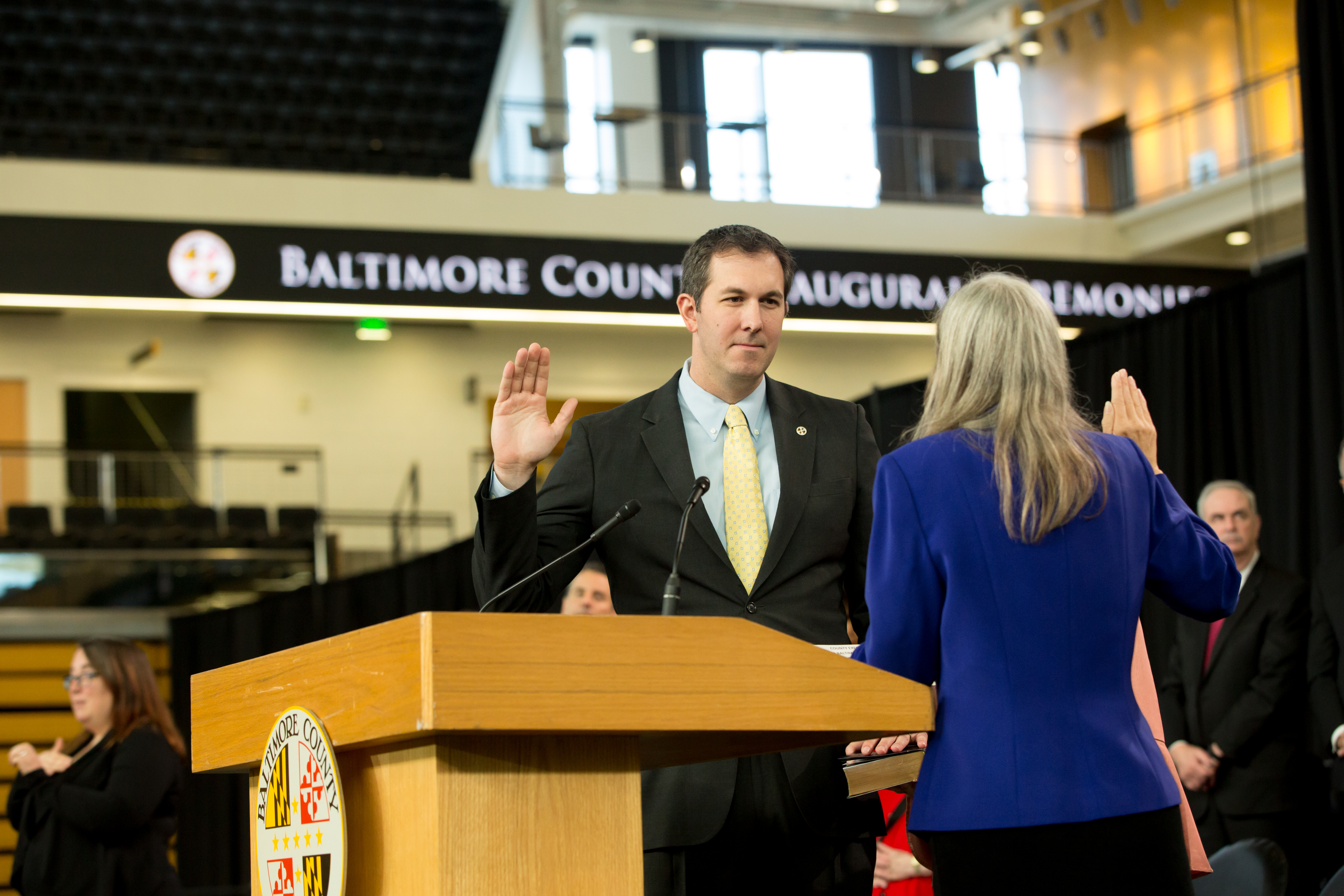
Johnny Olszewski giura come County Executive nel 2018

Nel 2018, Olszewski si candidò per la carica di County Executive della contea di Baltimora. Nelle primarie democratiche, affrontò il legislatore statale James Brochin e la consigliera della contea Vicki Almond. Ottenne l'appoggio pubblico del Sierra Club, del quotidiano The Baltimore Sun, del Baltimore-D.C. Building Trades Unions e dell'ex governatore Martin O'Malley. Olszewski si aggiudicò le primarie democratiche superando Brochin di appena nove voti. A seguito di un riconteggio, il vantaggio di Olszewski su Brochin crebbe a diciassette voti. Nelle elezioni generali, affrontò l'ex delegato statale repubblicano Alfred W. Redmer Jr., che cercò di collegarlo al candidato governatore democratico Ben Jealous. I sondaggi diedero come favorito Olszewski, che per intercettare un elettorato più ampio si riposizionò da democratico progressista a candidato moderato. Nelle elezioni generali, Olszewski sconfisse Redmer con il 57,8% dei voti.
Olszewski prestò giuramento il 3 dicembre 2018; all'età di trentasei anni, divenne la persona più giovane a rivestire tale ruolo. Fu riconfermato per un secondo mandato nel 2022, sconfiggendo l'ex delegato statale Pat McDonough con il 63,7% dei voti.
Durante il suo mandato, cercò di negoziare sulla proposta del governatore Wes Moore di tagliare 3,3 miliardi di dollari di finanziamenti statali per i trasporti. Olszewski fu inoltre delegato alla Convention Nazionale Democratica del 2024, come sostenitore di Kamala Harris.
Olszewski rassegnò le dimissioni da dirigente della contea il 3 gennaio 2025. Rifiutò di appoggiare pubblicamente un candidato per la successione, affermando solo che si augurava la nomina di una donna o di una persona nera. Il 7 gennaio, il consiglio della contea di Baltimora votò per eleggere Kathy Klausmeier, che divenne la prima donna a rivestire tale incarico.

##### Pandemia da COVID-19

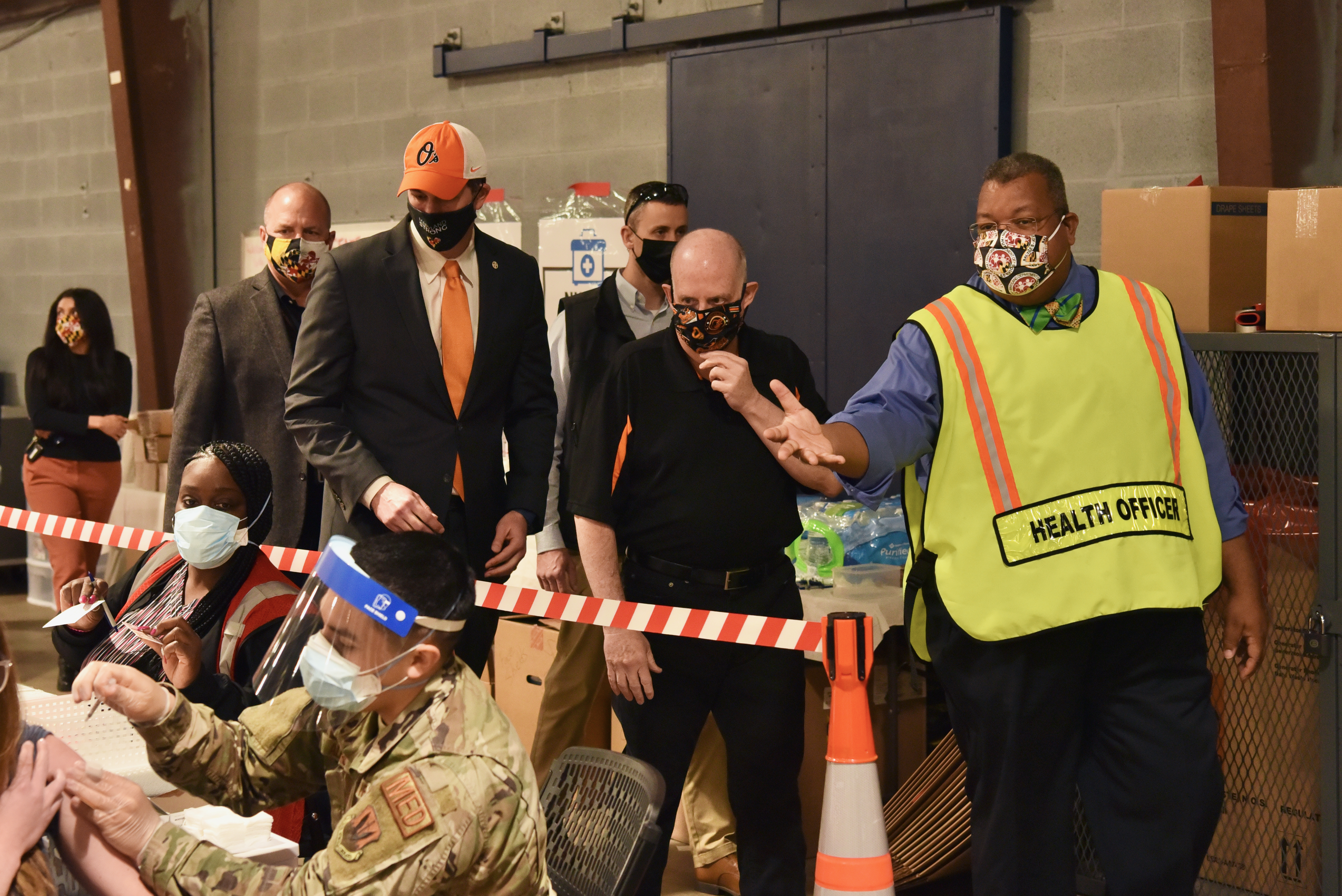
Johnny Olszewski in visita presso il centro vaccinale della contea

Il 12 marzo 2020, il Dipartimento della Salute del Maryland confermò il primo caso di COVID-19 nella contea di Baltimora. Come risposta immediata, Olszewski annunciò che la contea avrebbe chiuso tutti i centri per anziani e avrebbe immediatamente sospeso tutti i viaggi non essenziali fuori dallo stato. Il 23 marzo, richiese il supporto della Guardia Nazionale del Maryland per fornire assistenza umanitaria nella gestione delle emergenze. Il 12 aprile, dopo l'ordinanza con cui Donald Trump chiese a General Motors di iniziare a produrre ventilatori per i pazienti COVID-19 negli stabilimenti automobilistici, Olszewski richiese al Presidente di riaprire lo stabilimento dell'azienda a White Marsh per lo stesso scopo.
Quando il governatore Larry Hogan iniziò a rendere effettive le parziali riaperture nello stato del Maryland, Olszewski adottò un approccio cauto, affermando che la maggior parte delle restrizioni adottate nella sua contea sarebbero rimaste in vigore. Dichiarò di voler rivedere l'ordine esecutivo del governatore prima di decidere se seguirlo o meno. Nel successivo mese di luglio, quando i tassi di ospedalizzazione ricominciarono a crescere, Olszewski emise una nuova ordinanza per l'obbligo di mascherine al chiuso e rimproverò il governatore Hogan per aver interrotto l'abitudine di briefing settimanali con le otto contee più grandi del Maryland e la città di Baltimora. Sottoscrisse inoltre una lettera con cui chiedeva ad Hogan di adottare la modalità postale per il voto nelle elezioni di novembre. Emise un'ordinanza esecutiva che vietava gli assembramenti con più di venticinque persone e un'altra che impediva alle app per la consegna di cibo di riscuotere più del 15% di commissioni dai ristoratori.
Dichiarò la fine dello stato di emergenza della contea il 9 luglio del 2021, ma lo ripristinò nel mese di agosto a seguito di un picco di casi della variante Delta. A dicembre, Olszewski dichiarò un nuovo stato di emergenza e impose nuovamente l'uso della mascherina al chiuso per via di un'impennata di casi della variante Omicron; egli stesso risultò positivo ad un tampone. Il 14 febbraio 2022, Olszewski annunciò pubblicamente la revoca dell'obbligo di mascherina al chiuso e la fine dell'obbligatorietà dei test per i dipendenti non vaccinati.

#### Camera dei rappresentanti

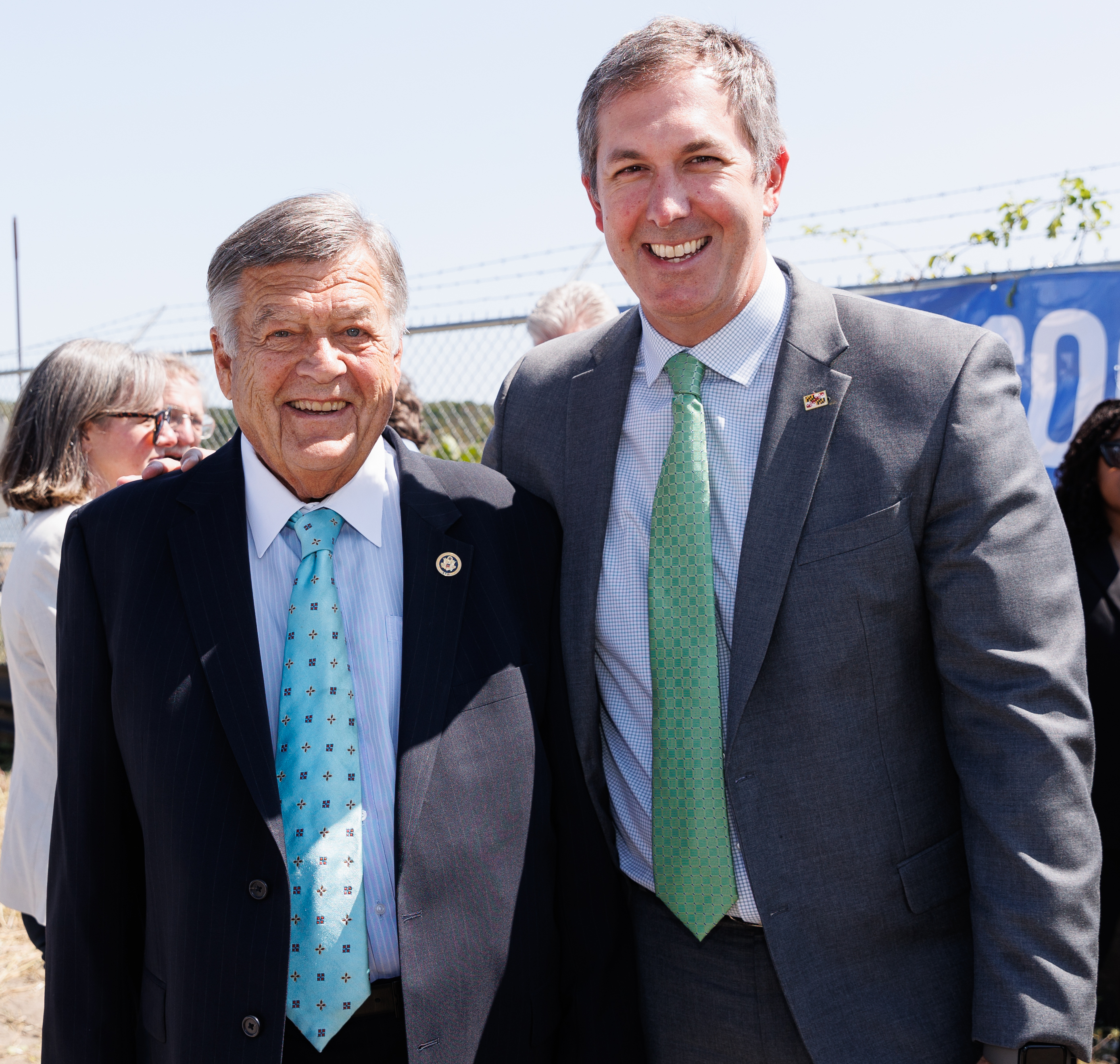
Olszewski con il deputato Dutch Ruppersberger nel 2024

Il nome di Johnny Olszewski venne citato tra i possibili candidati per il Senato nel 2024, dopo l'annuncio del ritiro del senatore di lungo corso Ben Cardin; Olszewski tuttavia rifiutò la candidatura, appoggiando pubblicamente la collega Angela Alsobrooks. Tuttavia, quando il deputato Dutch Ruppersberger dichiarò che avrebbe lasciato il suo seggio alla Camera dei Rappresentanti, Olszewski si candidò per succedergli. Venne subito individuato come il favorito nelle primarie democratiche, ottenendo un grosso vantaggio finanziario nella raccolta fondi per la campagna elettorale e ricevendo l'appoggio pubblico del deputato uscente Ruppersberger e del sindaco di Baltimora Brandon Scott. Sospese temporaneamente la campagna in seguito al crollo del Ponte Francis Scott Key, definendo l'evento "personale e profondamente doloroso".
Olszewski si aggiudicò le primarie con ampio margine di scarto sull'avversario Harry Bhandari, raccogliendo il 78,7% dei voti. Nelle elezioni generali sconfisse l'ex conduttrice radiofonica Kimberly Klacik con il 58,16% delle preferenze. Tra i temi della campagna elettorale, Olszewski puntò sul diritto all'aborto, la tutela dell'ambiente e il contrasto alla violenza armata.

### Posizioni politiche
Pur essendosi in passato definito "un democratico progressista", Johnny Olszewski si è caratterizzato per l'approccio moderato adottato negli anni successivi.
Nel 2020, in seguito alla morte di George Floyd, Olszewski introdusse una riforma della polizia per vietare agli agenti di usare il metoodo della strozzatura, per fornire protezioni aggiuntive agli informatori della polizia e richiedere agli agenti di intervenire quando i colleghi impiegano eccessivamente le misure di forza; l'iniziativa tutelava anche gli agenti che denunciassero la condotta negativa dei colleghi.
A livello scolastico, da ex insegnante si espresse a favore della ristrutturazione delle scuole e dell'aumento degli stipendi degli insegnanti. Promise anche di costruire tre nuove scuole superiori, ma ne costruì solo una durante i suoi sei anni come dirigente della contea. Nell'aprile del 2023, propose di stanziare 70 milioni di dollari per aumentare gli stipendi degli insegnanti e ampliare il programma gratuito di college comunitari della contea.
In seguito alla proposta di costruzione di un nuovo impianto di gas naturale liquefatto a Dundalk, Olszewski presentò un disegno di legge che avrebbe imposto una tassa di impatto su tali iniziative. Nel 2013, presentò una proposta che avrebbe privato dei sussidi le strutture produttrici di liquore nero, spostando le somme di denaro verso le industrie attive nell'eolico, nel solare e in altre fonti di energia rinnovabile.
A febbraio del 2021, sostenne un disegno di legge volto ad istituire una sezione dedicata al cambiamento climatico all'interno dell'ufficio del governatore.
Fu inoltre impegnato a sostenere gli sforzi amministrativi per mantenere una chioma arborea del 50% all'interno della contea, riuscendo a realizzarla attraverso una serie di iniziative di piantumazione di alberi nelle zone più povere della contea. A novembre del 2021, Olszewski presentò un programma di piantumazione gratuito destinato ai quartieri a basso reddito e densamente popolati per ridurre le isole di calore nelle zone urbane della contea. A dicembre del 2024, il programma aveva piantumato oltre 7.100 alberi autoctoni in 46 comunità.

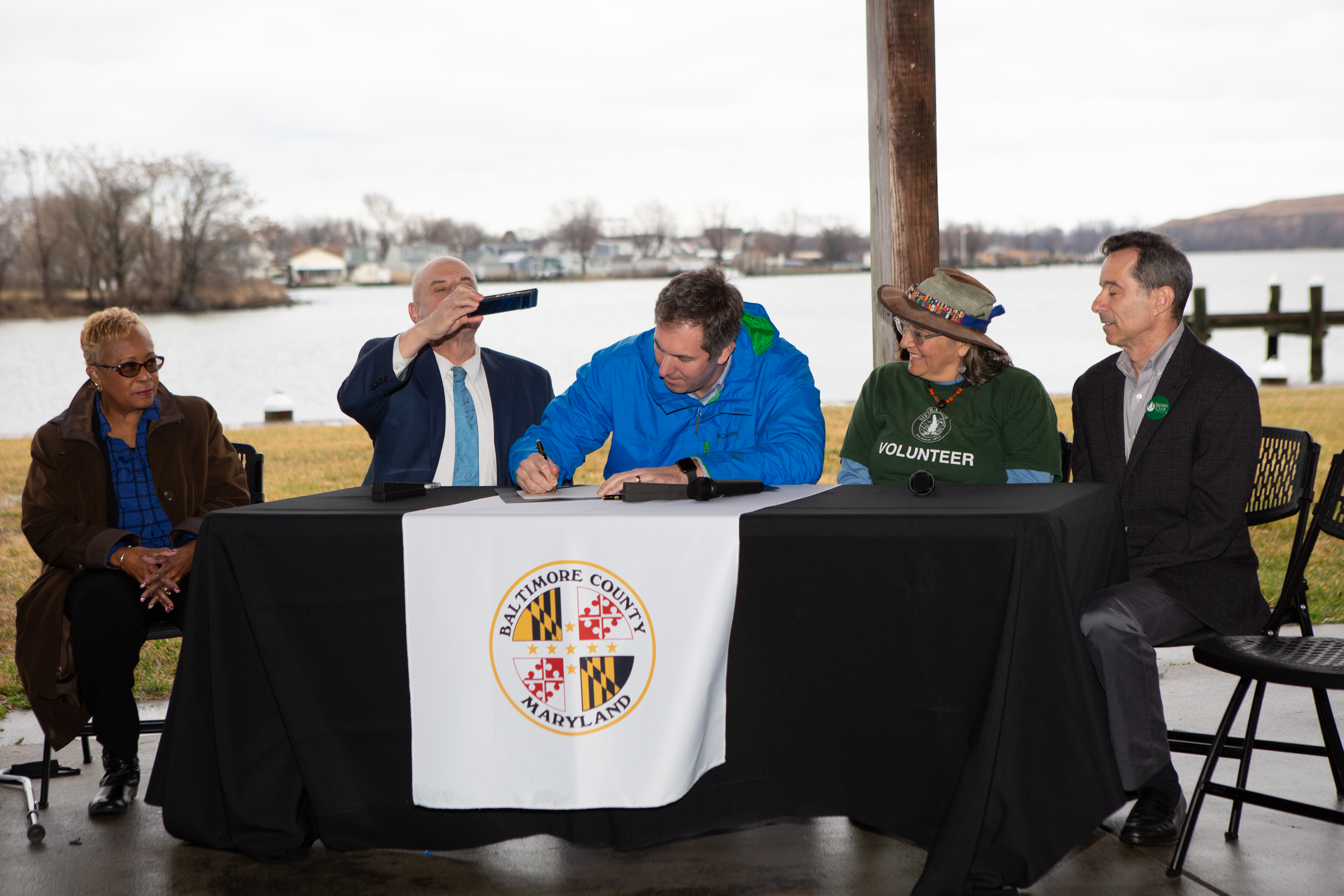
Olszewski firma la legge contro i sacchetti di plastica nel 2023

Si schierò a favore dell'istituzione di una task force per la gestione delle acque reflue.
Nel 2023, firmò la legge Bring Your Own Bag Act, volta ad incentivare i cittadini a portare le proprie borse quando fanno la spesa vietando i sacchetti di plastica presso i grandi rivenditori e addebitando ai clienti cinque centesimi per ogni sacchetto. Nell'ottobre dello stesso anno, pose il veto ad un disegno di legge che consentiva ai negozi di utilizzare sacchetti di plastica più sottili e per esentare i negozi di liquori dal divieto dei sacchetti di plastica; il consiglio della contea di Baltimora votò per scavalcare il suo veto riguardo ai negozi di liquori, ma non quello sui sacchetti di plastica.
In seguito all'attacco guidato da Hamas contro Israele del 2023, prese parte ad una manifestazione a Baltimora per sostenere Israele ed esprimere solidarietà alle famiglie ebree colpite. Si disse favorevole alla soluzione dei due Stati per porre fine al conflitto israelo-palestinese. A gennaio del 2025, come deputato al Congresso votò contro un disegno di legge che imponeva sanzioni alla corte penale internazionale per aver emesso mandati d'arresto contro Benjamin Netanyahu e l'ex ministro della Difesa israeliano Yoav Gallant. Dopo il voto, firmò una lettera chiedendo alla corte di revocare i mandati di arresto contro i leader israeliani.
Nel 2009, Olszewski votò contro un disegno di legge che avrebbe proibito agli accusati di abusi domestici di possedere armi da fuoco e a favore di un disegno di legge che vietava ai condannati per abusi domestici di possedere armi da fuoco. Nel 2013 votò contro un disegno di legge che avrebbe vietato le armi d'assalto nel Maryland, ma in seguito affermò di essersene pentito e definì quel voto "un errore".
In tema di tutela dei lavoratori, si espresse a favore del salario minimo e del congedo di malattia retribuito.
Sulle questioni sociali, votò a favore del matrimonio tra persone dello stesso sesso, spiegando di aver cambiato idea pur essendo cristiano nell'ottica dell'ampliamento dei diritti a tutti i cittadini indipendentemente dal loro credo religioso. La legge che tutelava le nozze gay riuscì a passare anche grazie al voto di Olszewski, che fu ritenuto decisivo.

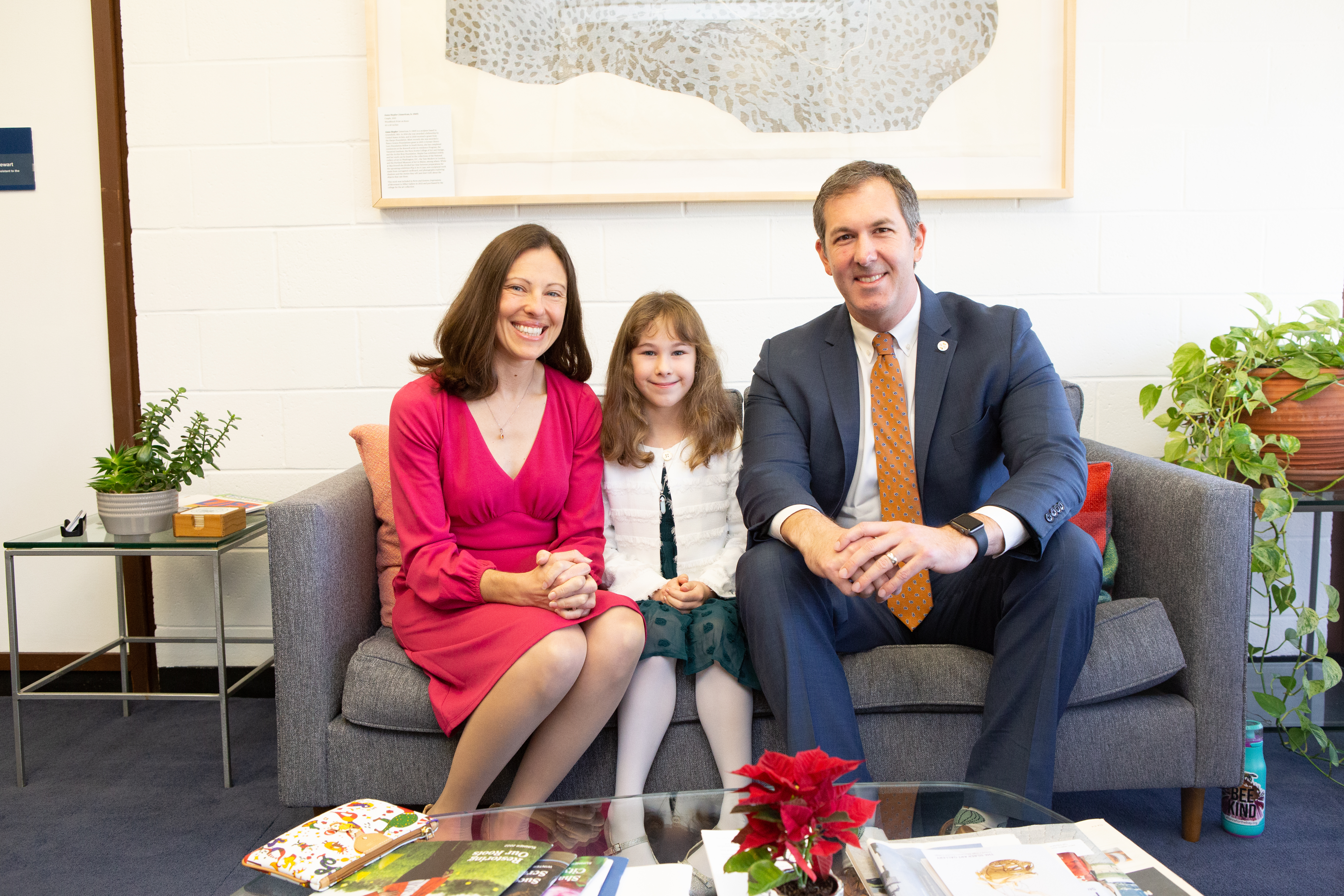
Johnny Olszewski con la moglie Marisa e la figlia Daria nel 2022

A giugno del 2022, Olszewski disapprovò la sentenza della Corte Suprema nel caso Dobbs contro Jackson Women's Health Organization e in seguito affermò che i funzionari della contea di Baltimora non avrebbero collaborato con i tentativi di perseguire le persone che attraversano i confini statali per abortire. Durante la sua campagna elettorale per il Congresso nel 2024, Olszewski dichiarò di voler lavorare con i repubblicani su un disegno di legge riguardante la fecondazione in vitro.

### Vita privata
Johnny Olszewski incontrò la sua futura moglie, Marisa Azzone, mentre frequentava il Goucher College. La coppia si sposò nel 2005. Marisa, attivista ambientalista, divenne responsabile delle politiche ambientali per la Maryland League of Conservation Voters. I coniugi Olszewski ebbero una figlia di nome Daria, nata nel 2015.